# Anna Spitzmüller
Anna Spitzmüller, plným jménem Anna Maria Adrienne Spitzmüller von Tonalwehr (6. září 1903 Znojmo – 25. září 2001 Vídeň), byla rakouská historička umění a kurátorka.
Na částečný úvazek vyučovala dějiny umění několik generací amerických studentů na Austro-American Institute of Education (AAIE) ve Vídni.

## Život
Anna Spitzmüllerová pocházela ze staré rakousko-uherské vojenské rodiny. Její matka († 1941) měla šlechtický původ. Její otec byl Amadeo Spitzmüller von Tonalwehr (1871-1945) byl vysoký důstojník. Její strýc byl Alexander Spitzmüller, známý ekonom a bankéř. První léta strávila v Praze a poté žila chvíli v Olomouci. Tam se naučila česky a další jazyky. V roce 1913 sr rodiče přestěhovali do Vídně, kde její otec působil na ministerstvu války.
Od roku 1918 navštěvovala střední školu v Rahlgasse, první střední školu pro dívky ve Vídni. Návštěva výstavy tapisérií v paláci Belvedere v roce 1920 ji přiměla k rozhodnutí stát se historičkou umění. V roce 1921 se zapsala k Josefu Strzygowskému na 1. ústav dějin umění na vídeňské univerzitě, který byl kontroverzním odpůrcem tzv. vídeňské školy dějin umění vedené Maxem Dvořákem a Juliem von Schlosserem. Studium ukončila v roce 1926 disertační prací „Die Brüder Strudel als Plastiker. Ein Beitrag zur Geschichte der Hofkunst Kaiser Leopold I.“ Práce se zabývala bratry Pavlem a Petrem Strudelovými, dvěma sochaři, kteří koncem 17. století založili nejstarší uměleckou akademii ve střední Evropě. Poté se stala stážistkou v grafické sbírce Albertiny, kde brzy získala stálé místo. Od roku 1930 začala učit na Rakousko-americkém institutu pro vzdělávání a byla spoluzakladatelkou Zonty ve Vídni, odnože organizace Zonta International. V červenci 1939 se zúčastnila 15. mezinárodního kongresu o dějinách umění v Londýně. Anna Spitzmüllerová se podílela na designu expozic. Byla asistentkou historika umění a poté kurátora George Saiko, který v letech 1940 až 1942 zorganizoval několik výstav s názvem „Neznámá Albertina“ a od roku 1939 měl zakázáno psát. Do roku 1954 byla kurátorkou 1. třídy v Albertině. Poté pracovala jako kurátorka v Uměleckohistorickém muzeu ve Vídni. V roce 1969 odešla do důchodu.

## Dílo (výběr)
Anna Spitzmüllerovár byl spolueditorkou časopisu Kunst dem Volk (1930-1944).
- Die Kunstdenkmäler des politischen Bezirkes Villach (= Die Kunstdenkmäler Kärntens. Band 3) spoluautor: Karl Ginhart. Vyd. A. Kollitsch, Klagenfurt 1929.
- Eine Handzeichnung von Giuseppe Arcimboldo. In: Josef Strzygowski-Festschrift. Klagenfurt 1932, S. 168–170.
- Beschreibender Katalog der Handzeichnungen in der Staatlichen graphischen Sammlung Albertina. Band 6: Die Schulen von Ferrara, Bologna, Parma und Modena. spoluautor: Alfred Stix (Ed.). Wien 1941.
- Kunst aus Österreich: Gotische Plastik = Art treasures in Austria: gothic sculpture = L’art en Autriche: sculpture gothique. Actien-Gesellschaft der Vöslauer Kammgarn-Fabrik, Bad Vöslau [1955].
- Kunst aus Österreich: Europäische Meisterzeichnungen und Aquarelle. Art treasures in Austria Actien-Gesellschaft der Vöslauer Kammgarn-Fabrik, Bad Vöslau 1955.